# أتو نويرات
أتو نويرات (بالألمانية: Otto Neurath) (10 ديسمبر 1882 - 22 ديسمبر 1945) فيلسوف وعالم اجتماع واقتصاد نمساوي الأصل. ولد في ڤيينا، وماتَ في أكسفورد. وهو واحد من أبرز فلاسفة التجريبية المنطقية logical empiricism أو الوضعية المنطقية logical positivism، وأحد ممثلي جماعة حلقة فيينا Vienna Circle التي أسسها موريتس شليك عام 1924، وتهدف إلى توحيد العلوم ومناهجها. هاجر إلى إنجلترا على أثر ضم النمسا إلى ألمانيا النازية.
شغل نويرات منصب وزير التخطيط في الحكومة النمساوية في أثناء الحرب العالمية الأولى. وبعد الحرب تعاون مع الحكومات الماركسية في بافاريا وسكسونيا بمشروعات نهضتها الاقتصادية، وكان ذلك سبباً- في أثناء قمع الحكومةَ الألمانية المركزية التمردَ الماركسي - في اعتقاله فاتهم بالخيانةِ، لكن أفرج عنه لعدم تورطه في السياسة.
بدأَ مشروعه بدراسة الوقائع الاقتصادية والاجتماعية، فصمم أسلوباً رمزياً لتمثيل المعلومات الكمّية عبر أيقونات يسهل تفسيرها، وكان هذا نظاماً بصرياً لعَرْض المعلومات الكمّية، وتمثيل البيانات السكّانية والاجتماعية في بلدان مختلفة لفهم عوامل التغير الاجتماعي، فكان لهذا العمل أثر كبير في فنّ رسم الخرائط وتصميم النقوش والتعليم البصري.
وفي سنة 1920 أيد الوضعية المنطقية، واشترك مع رودولف كارناب وغيره في وضع ميثاق جماعة ڤيينا العام «الفهم العلمي للعالم». دعا فيه إلى التجريبية المنطقية، فكتب عن «مبدأ التحقق» verification principle و«قضايا البروتوكول» protocol statements. ورفض الميتافيزيقا بوصفها لغواً وقضاياها غير قابلة للبرهان أو التحقق منها تجريبياً، وكذلك نظرية المعرفة، وعدّ الماركسية علماً بوصفه أداة للتغيير الاجتماعي.
كان القوة الدافعة وراء وحدة العلم فأشرف في شيكاغو مع كارناپ وتشارلز موريس على إصدار «الموسوعة الدولية للعلم الموحد» International Encyclopedia of Unified Science، على غرار الموسوعة الفرنسية، هدفها إيجاد صياغة منظّمة للبحث الفكري يلائم منهج جماعة ڤيينا وحلفائها، وقد ظهر من الموسوعة فقط مجلدان. له مؤلفات عديدة أهمها: «قضايا البروتوكول» Protocol Statements ت(1932)، «تطوير حلقة ڤيينا» The Development of Vienna Circle ت(1936)، «علم الاجتماع التجريبي» Empirical Sociology ت(1931)، «الفيزيائية» Physicalism ت(1931)، «مستقبل المادية المنطقية» Future of the Logical Materialism ت(1935)، «وحدة العلوم» The Unity of Sciences as a Task ت(1935)، «أسس العلوم الاجتماعية» Foundations of the Social Sciences ت(1944)، كما له مؤلفات عديدة في علم الاقتصاد.
تتمثل أصالة نويرات في اتجاهه المنهجي الذي حوّل فيه منحى الوضعية المنطقية الخاص ببرنامج وحدة العلوم، فقد رفض نويرات معالجة الوضعيين لّلغة عموماً، وخاصة بعض الأفكار الأساسية التي اقترحها ڤتگن‌شتاين في مرحلته المبكرة.
ويقوم منهجه على فَرَض أن المماثلة الشكلية isomorphism بين اللغة والواقع تأمل ميتافيزيقي عديم الجدوى، يولِّد مشكلة في تمثيل الكلمات والجمل أشياءَ العالم الخارجي. فالقضايا تقارن بقضايا مثلها، لا بالخبرة أو الوقائع، أو بأي شيء آخر. فالخبرة أو الواقع أمور بلا معنى، وتنتمي إلى الميتافيزيقا، ومن ثمّ لا بد من رفضها، والبحث عن الأصل الذي يخلو من الميتافيزيقا، ومن ثم يرى نويرات أنه لابد أن تكون صياغة القضايا متفقة مع نوع من القضايا التي يُطلق عليها قضايا البروتوكول، وقضية البروتوكول تحتوي على «اسم علم أو وصف معين لشخص ما يلاحظ (أو يدرك) شيئاً محدداً (زمانياً ومكانياً)، أو تحتوي على كلمات تشير إلى فعل الملاحظة». ويقترح نويرات لإزالة مثل هذه الاعتبارات السيمانطيقية المريبة فكرة تزامن اللغة والواقع؛ لأن الواقع يكمن في مجموع الجُمَل المحقَّقة سابقاً في اللغة، وتتحدد قيمة صدق أيّ جملة حسب اتساقها مع هذا المجموع مِنْ الجُمَلِ المُحَقَّقة، وإذا كانت الجملة لا تتفق مع مجموع الجمل المحققة للتو فستكون كاذبة وإلا لا بد من تعديل مجموعة القضايا التي تركب الكل، فالصدق يتعلق باتساق التأكيدات اللغوية ولا علاقة له بتطابق الجُمَل مع الوقائع أو الكيانات الأخرى في العالم. ويبدو أن رأي نويرات هذا مستمد من نظرية الاتساق coherence theory التي تذهب إلى أن: «قضية ما مقبولة إذا اتسقت مع القضايا المقبولة الأخرى، ومرفوضة إذا لم تتسق مع تلك القضايا المقبولة».
ويستمر نويرات في رفضه فكرة إعادة بناء العلم من ناحية معطيات الحس؛ لأن الخبرات الحسية ذاتية ولا تصلح لتكون أساساً صحيحاً لإعادة البناء الصوري للعلم. وعلى هذا يرى نويرات أنه لابد من استبدال لغة الفيزياء الرياضية باللغة الظاهرية phenomenological التي يؤكد عليها معظم الوضعيين؛ لأنها لغة وصفية كميّة مكونة من تعاقب منظّم من الأصوات أَو الرموز، وهي وحدها القادرة على وصف تركيبتها وبنيتها الخاصة من دون تناقض، وهي التي تسمح بالصياغات الموضوعية اللازمة (الحقائق العلمية التجريبية)؛ لأنها مستندة إلى اتساق موضوعي. مثل هذا الاتجاه الفيزيائي نحو العلوم الطبيعية أو الاجتماعية سيسهم في إزالة كل عنصر متبقٍ من الميتافيزيقا ويجيز التحول إلى نظام التأكيدات الخاصة بالوقائع الفيزيائية.

## روابط خارجية
- أتو نويرات على موقع الموسوعة البريطانية (الإنجليزية)
- أتو نويرات على موقع إن إن دي بي (الإنجليزية)